# Anapleus gracilipes
Anapleus gracilipes är en skalbaggsart som först beskrevs av Kryzhanovskij 1966.  Anapleus gracilipes ingår i släktet Anapleus och familjen stumpbaggar. Inga underarter finns listade i Catalogue of Life.